# Pogradec (huyện)
Pogradec là một quận thuộc hạt Korçë, Albania. Quận này có diện tích 725 km² và dân số năm 2002 là 70900 người, mật độ 98 người/km².